# James Michael Harvey
James Michael Harvey (Milwaukee, 20 ottobre 1949) è un cardinale e arcivescovo cattolico statunitense, dal 23 novembre 2012 arciprete della Basilica Papale di San Paolo fuori le Mura.

## Biografia
Nasce a Milwaukee, negli Stati Uniti d'America, il 20 ottobre 1949.
Entrato nel Saint Francis Seminary di Saint Francis, nel Wisconsin, il 29 giugno 1975 viene ordinato presbitero per l'arcidiocesi di Milwaukee da papa Paolo VI nella Basilica di San Pietro a Roma, in una grande cerimonia assieme ad altri 359 novelli sacerdoti di modo da rimarcare la particolare valenza di quell'anno santo.
Dopo la laurea in Diritto canonico presso il Pontificio collegio americano del Nord di Roma, il 25 marzo 1980 entrò nel servizio diplomatico della Santa Sede compiendo degli studi presso la Pontificia Accademia Ecclesiastica, dove ha modo oltre al nativo inglese di imparare l'italiano, il tedesco, il francese e lo spagnolo. Destinato in un primo momento a prestare i suoi servizi nella nunziatura della Repubblica Dominicana ove rimase per due anni, il 10 luglio 1982 viene richiamato in Segreteria di Stato come officiale. Il 22 luglio 1997 venne nominato assessore della Segreteria di Stato.
Papa Giovanni Paolo II lo nomina prefetto della Casa Pontificia il 7 febbraio 1998, elevandolo alla sede titolare vescovile di Memfi. Lo stesso Giovanni Paolo II lo consacra nella Basilica Vaticana il 19 marzo 1998, co-consacranti i cardinali Angelo Sodano e Franciszek Macharski, per poi elevarlo alla dignità arcivescovile il 29 settembre 2003.
Il 24 ottobre 2012 papa Benedetto XVI annuncia la sua volontà di crearlo cardinale nel concistoro previsto per il 24 novembre dello stesso anno, oltre alla sua intenzione di nominarlo arciprete della Basilica di San Paolo fuori le mura, nomina che è resa effettiva il 23 novembre. Nel concistoro del 24 novembre Benedetto XVI gli assegna la diaconia di San Pio V a Villa Carpegna.
Il 31 gennaio 2013 viene nominato membro dell'Amministrazione del patrimonio della Sede Apostolica e membro della Congregazione per l'evangelizzazione dei popoli. Ricopre inoltre l'incarico di primicerio dell'Arciconfraternita di Sant'Anna dei Parafrenieri.
Ha preso parte al conclave del 2013, che ha eletto papa Francesco, e al conclave del 2025, che ha eletto papa Leone XIV.
Il 21 giugno 2021 viene nominato membro del Supremo tribunale della Segnatura apostolica.
Dal 4 marzo 2022 al 1º luglio 2024, data in cui ha optato per l'ordine presbiterale, mantenendo la sua diaconia elevata pro hac vice a titolo cardinalizio, è stato il cardinale diacono elettore di più antica nomina, figura a cui sono attribuite in caso di conclave le prerogative del cardinale protodiacono qualora questi non fosse tra gli elettori.

## Genealogia episcopale e successione apostolica
La genealogia episcopale è:
- Cardinale Scipione Rebiba
- Cardinale Giulio Antonio Santori
- Cardinale Girolamo Bernerio, O.P.
- Arcivescovo Galeazzo Sanvitale
- Cardinale Ludovico Ludovisi
- Cardinale Luigi Caetani
- Cardinale Ulderico Carpegna
- Cardinale Paluzzo Paluzzi Altieri degli Albertoni
- Papa Benedetto XIII
- Papa Benedetto XIV
- Papa Clemente XIII
- Cardinale Enrico Benedetto Stuart
- Papa Leone XII
- Cardinale Chiarissimo Falconieri Mellini
- Cardinale Camillo Di Pietro
- Cardinale Mieczysław Halka Ledóchowski
- Cardinale Jan Maurycy Paweł Puzyna de Kosielsko
- Arcivescovo Józef Bilczewski
- Arcivescovo Bolesław Twardowski
- Arcivescovo Eugeniusz Baziak
- Papa Giovanni Paolo II
- Cardinale James Michael Harvey

La successione apostolica è:
- Arcivescovo Leo William Cushley (2013)